# والتر کانینگهام
والتر کانینگهام (به انگلیسی: Walter Cunningham) (زادهٔ ۱۶ مارس ۱۹۳۲ – درگذشتهٔ ۳ ژانویهٔ ۲۰۲۳) فضانورد اهل ایالات متحده آمریکا بود. یک خلبان جنگنده، فیزیک‌دان، کارآفرین، سرمایه‌گذار خطرپذیر و نویسنده کتاب همه پسران آمریکایی در سال ۱۹۷۷ بود. سومین فضانورد غیرنظامی ناسا (پس از نیل آرمسترانگ و الیوت سی)، او خلبان ماژول قمری در مأموریت آپولو ۷ بود.

## زندگی‌نامه

### دوران اولیه زندگی، تحصیلات و حرفه نظامی
کانینگهام در ۱۶ مارس ۱۹۳۲ در کرستون، آیووا به دنیا آمد. او در سال ۱۹۵۰ از دبیرستان ونیز در لس آنجلس، کالیفرنیا فارغ‌التحصیل شد.
پس از فارغ‌التحصیلی از دبیرستان، کانینگهام در کالج سانتا مونیکا به ادامه تحصیل پرداخت تا اینکه در سال ۱۹۵۱ به نیروی دریایی ایالات متحده آمریکا پیوست. او آموزش پرواز را در سال ۱۹۵۲ آغاز کرد و از سال ۱۹۵۳ تا ۱۹۵۶ به عنوان خلبان جنگنده در سپاه تفنگداران دریایی ایالات متحده آمریکا خدمت کرد و ۵۴ مأموریت را با یک هواپیمای دریایی انجام داد. فعالیت این خلبان جنگنده در شب مذاکرات آتش‌بس کره هنوز ادامه داشت. کانینگهام ابتدا به کره رفت و توافقنامه آتش‌بس کره درست قبل از ورود او امضا شد. او از سال ۱۹۵۶ تا ۱۹۷۵ در نیروی دریایی ایالات متحده آمریکا خدمت کرد و در نهایت با درجه سرهنگی بازنشسته شد.
کانینگهام با لو الا از نورواک، کالیفرنیا ازدواج کرد و صاحب دو فرزند به نام‌های برایان و کیمبرلی شد. والتر و لو الا در نهایت طلاق گرفتند. علاوه بر خواهر و فرزندانش، همسر دومش، دوروتی «دات» کانینگهام، تاجر بازنشسته هیوستون، از او به یادگار ماند.
کانینگهام پس از اتمام تعهدات خود، تحصیلات خود را در کالج سانتا مونیکا از سر گرفت و سپس در سال ۱۹۵۸ به دانشگاه کالیفرنیا، لس آنجلس (UCLA) منتقل شد. در سال ۱۹۶۱، او تمام مراحل را به جز پایان‌نامه برای مدرک دکترای فلسفه در فیزیک در دانشگاه UCLA در طول مدت حضورش در شرکت رند، که سه سال قبل از انتخاب ناسا در آنجا گذراند، تکمیل کرد.

## فعالیت حرفه‌ای در ناسا
در اکتبر ۱۹۶۳، کانینگهام یکی از سومین گروه از فضانوردان انتخاب شده توسط ناسا بود. در ۱۱ اکتبر ۱۹۶۸، او صندلی خلبان ماژول قمری را برای پرواز یازده روزه آپولو ۷ اشغال کرد، این اولین مأموریت پرتاب خدمه آپولو بود. این پرواز هیچ ماژول قمری نداشت و کانینگهام مسئول تمام سیستم‌های فضاپیما به جز پرتاب و ناوبری بود. خدمه با آزمایش‌های بی‌شمار سیستم، از جمله شلیک آزمایشی موتور ماژول سرویس و اندازه‌گیری دقت سیستم‌های فضاپیما، مشغول بودند. پس از این مأموریت، کانینگهام به سمت ریاست شعبه اسکای‌لب اداره خدمه پرواز رفت و در سال ۱۹۷۱ ناسا را ترک کرد.
کانینگهام بیش از ۴۵۰۰ ساعت زمان پرواز داشت که بیش از ۳۴۰۰ ساعت در هواپیماهای جت و ۲۶۳ ساعت در فضا بود.

## مرگ
کانینگهام در ۳ ژانویه ۲۰۲۳ در سن ۹۰ سالگی بر اثر عوارض ناشی از سقوط در هیوستون درگذشت.